# Djursborg

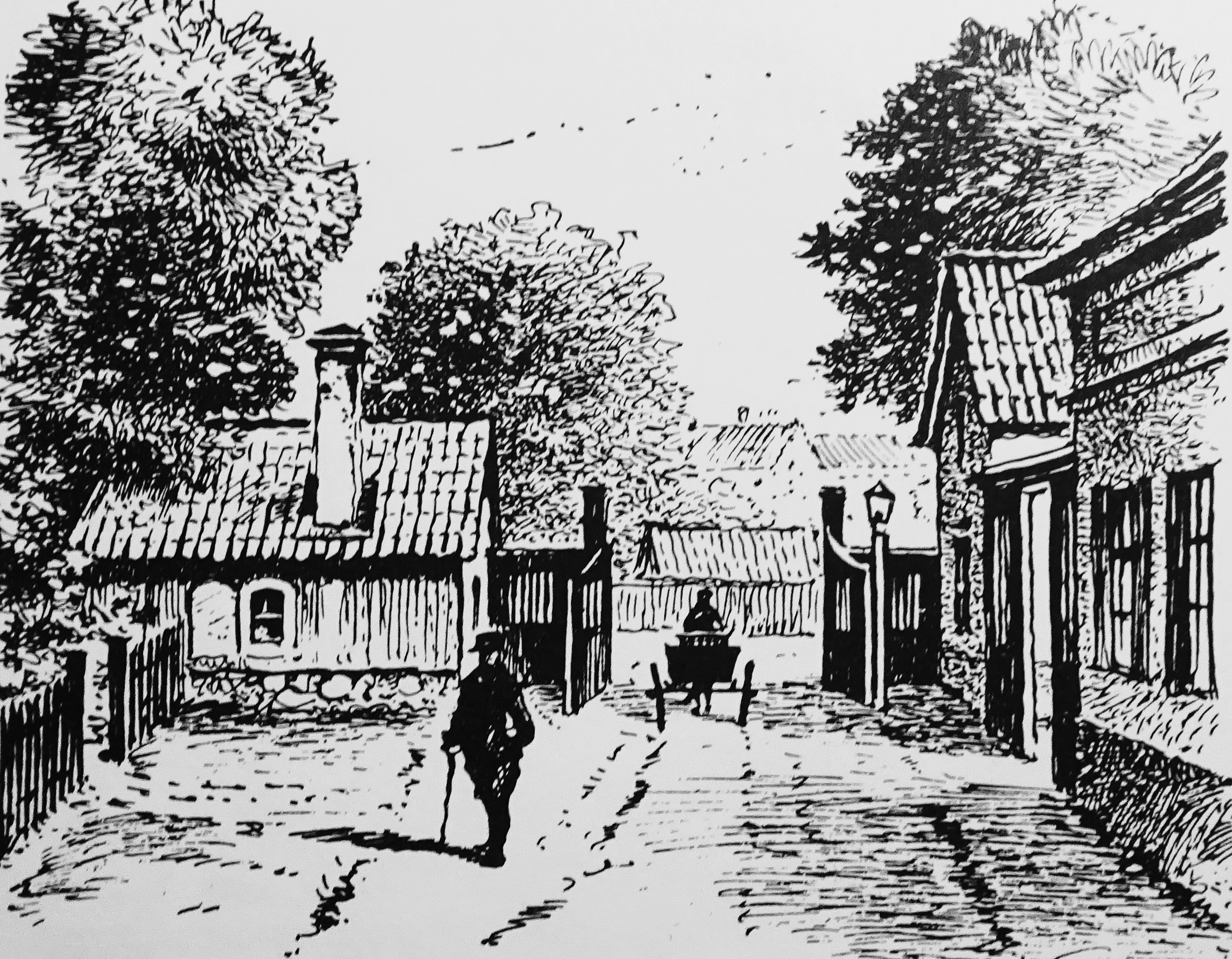
Jägmästarbostället Djursborg, teckning av Erland Heurlin, 1884.

Djursborg var ett hovjägmästarboställe för djurgårdsinspektören vid Ladugårdslandstull i Stockholm. Idag  är det namnet på ett kvarter på samma plats, strax nordväst om Karlaplan på Östermalm.

## Historik

### Jägmästarstället
I jägeristaten för jaktmarken på Kungliga Djurgården fanns en förste och en andre hovjägmästare. Förste hovjägmästaren hade sin bostad vid Stora Blå Porten i den nuvarande Nobelparken. Åt andre hovjägmästaren, som även kallades djurgårdsinspektören, anslogs 1680 Djursborg strax utanför Ladugårdslandstull. Till bostället lydde 54 tunnland jord. Efter förfall på 1700-talet rustades huset i början av 1800-talet av djurgårdsinspektören Israel af Ström. Huset ombyggdes i början av 1880-talet . Fritz Edelstam blev den siste intendenten som bebodde Djursborg, som revs 1913 i samband med bebyggandet av Karlaplans norra sida.

### Bilder

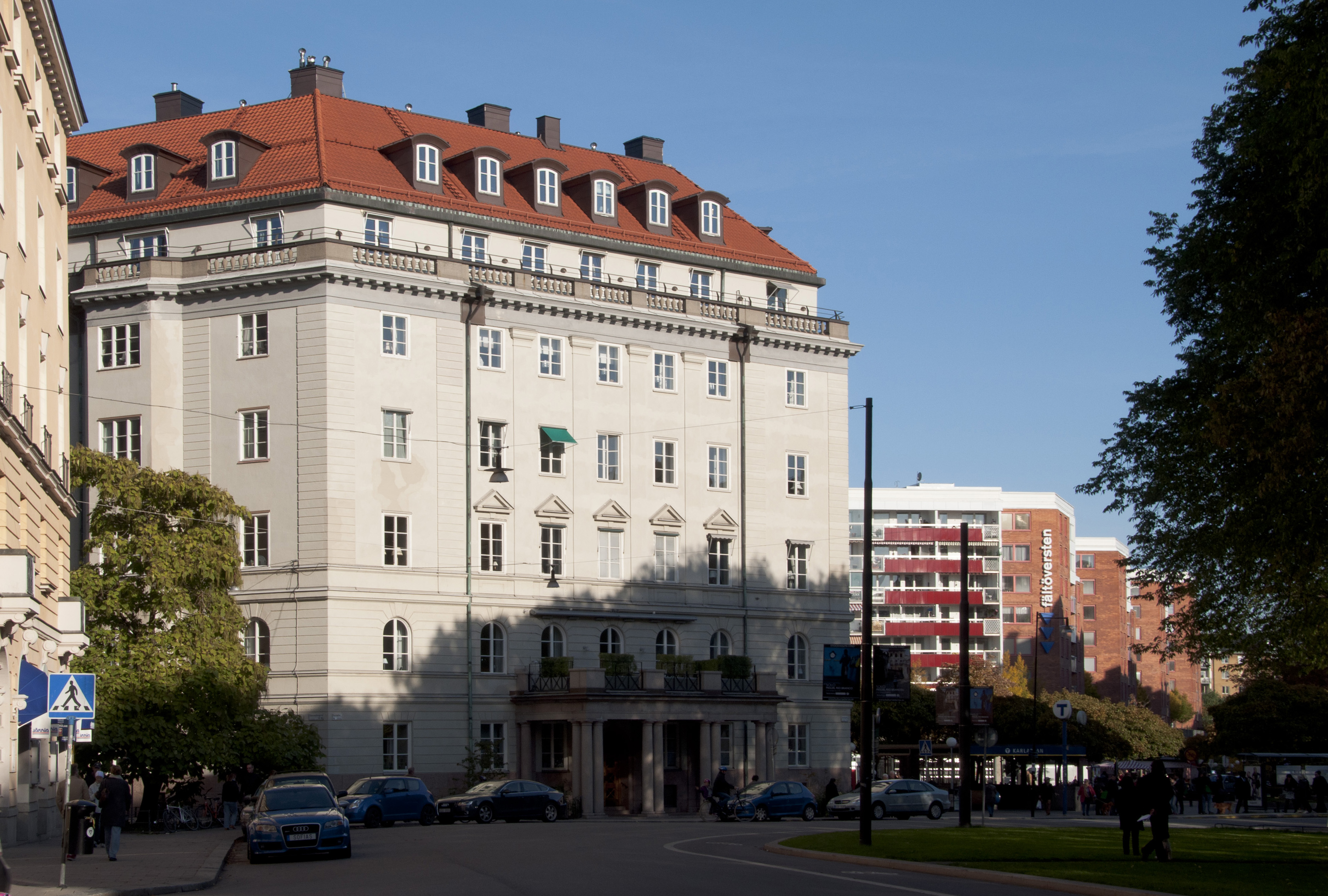
Djursborg 11.
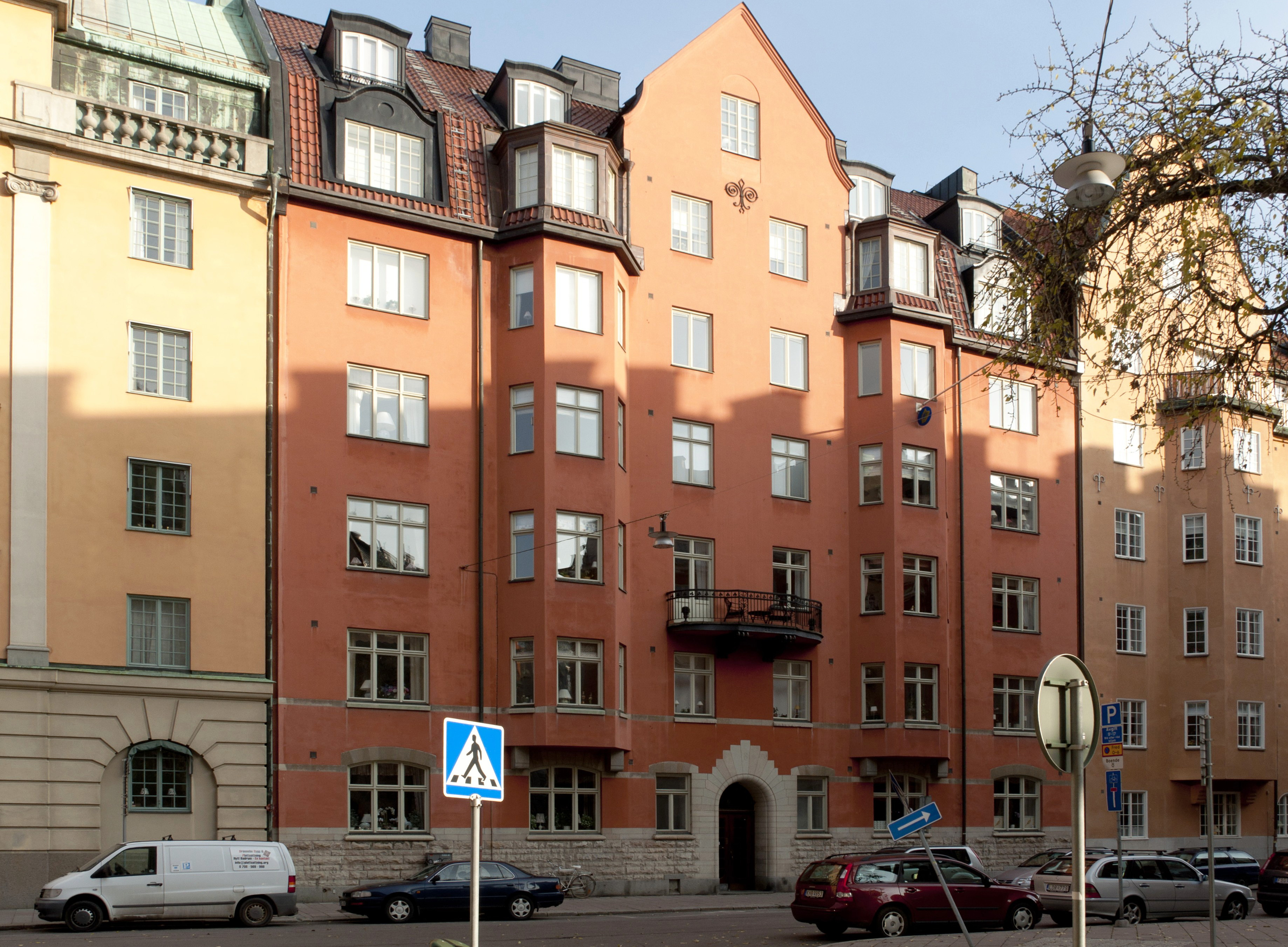
Djursborg 10.
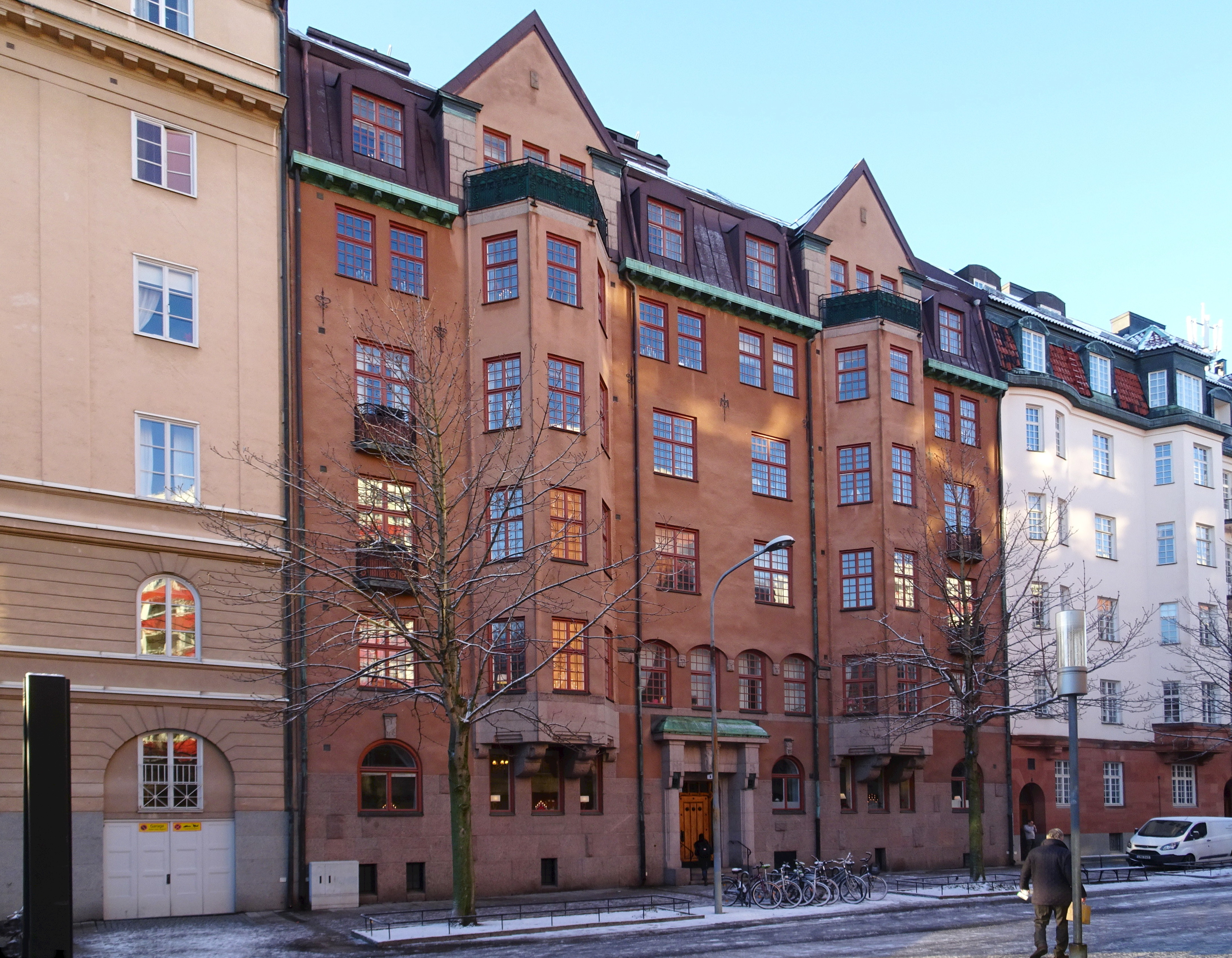
Djursborg 5.
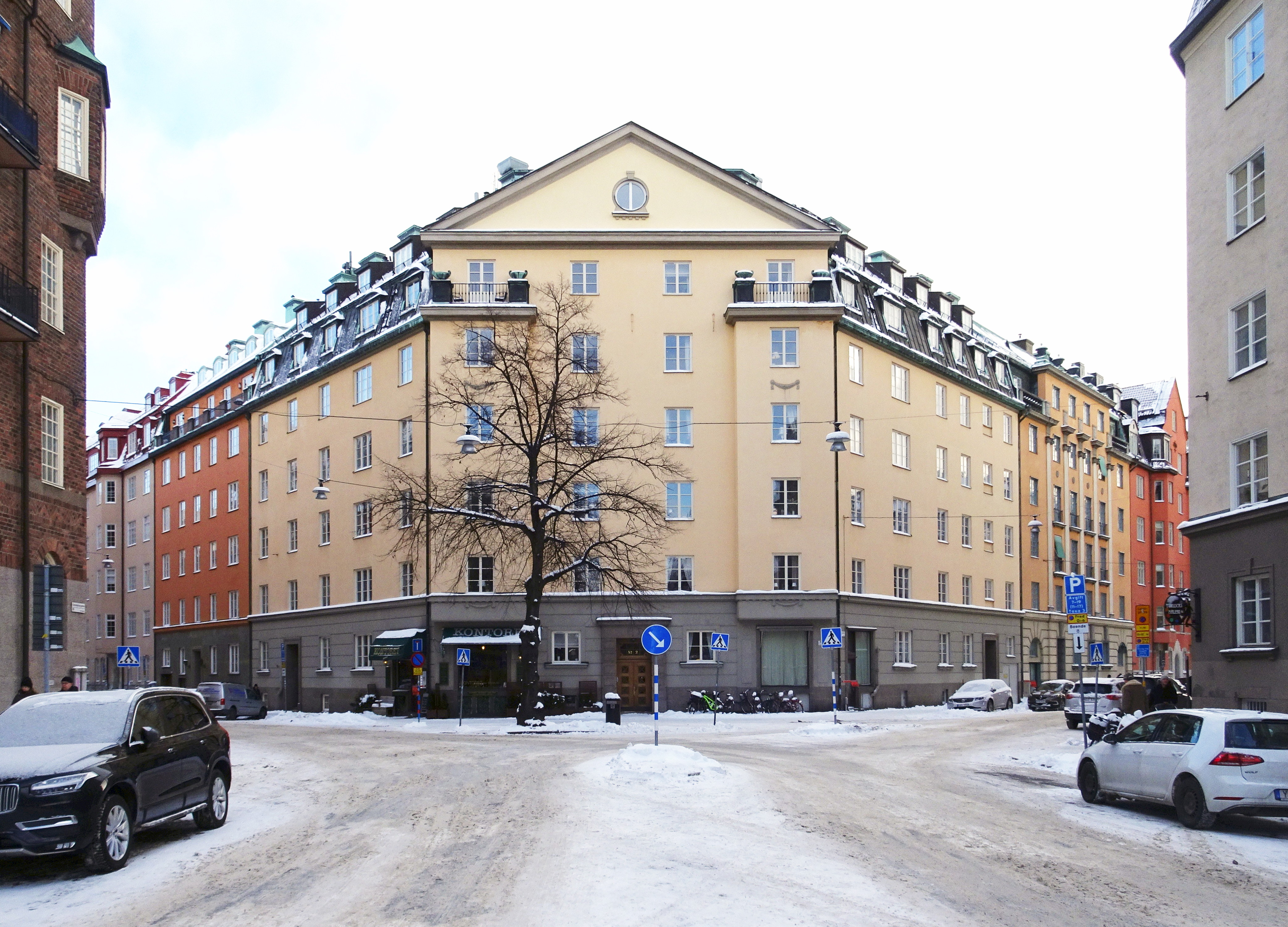
Djursborg 13.

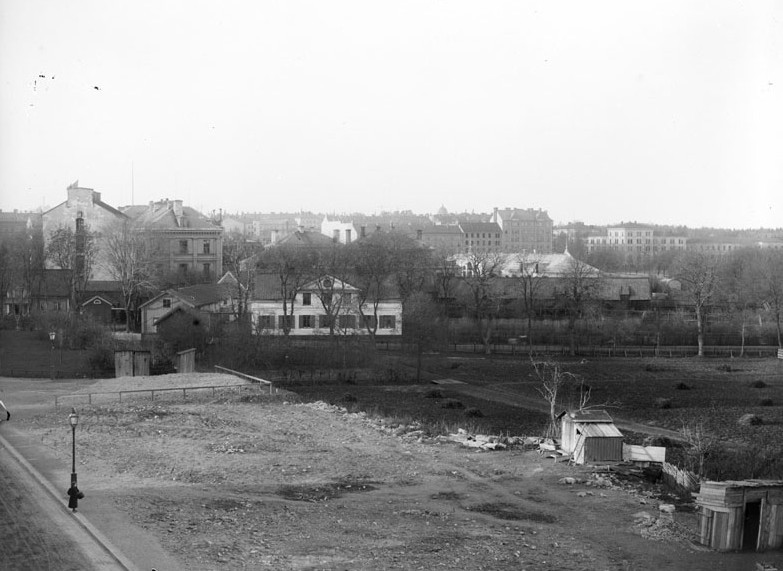
Ladugårdslands tull 1898.
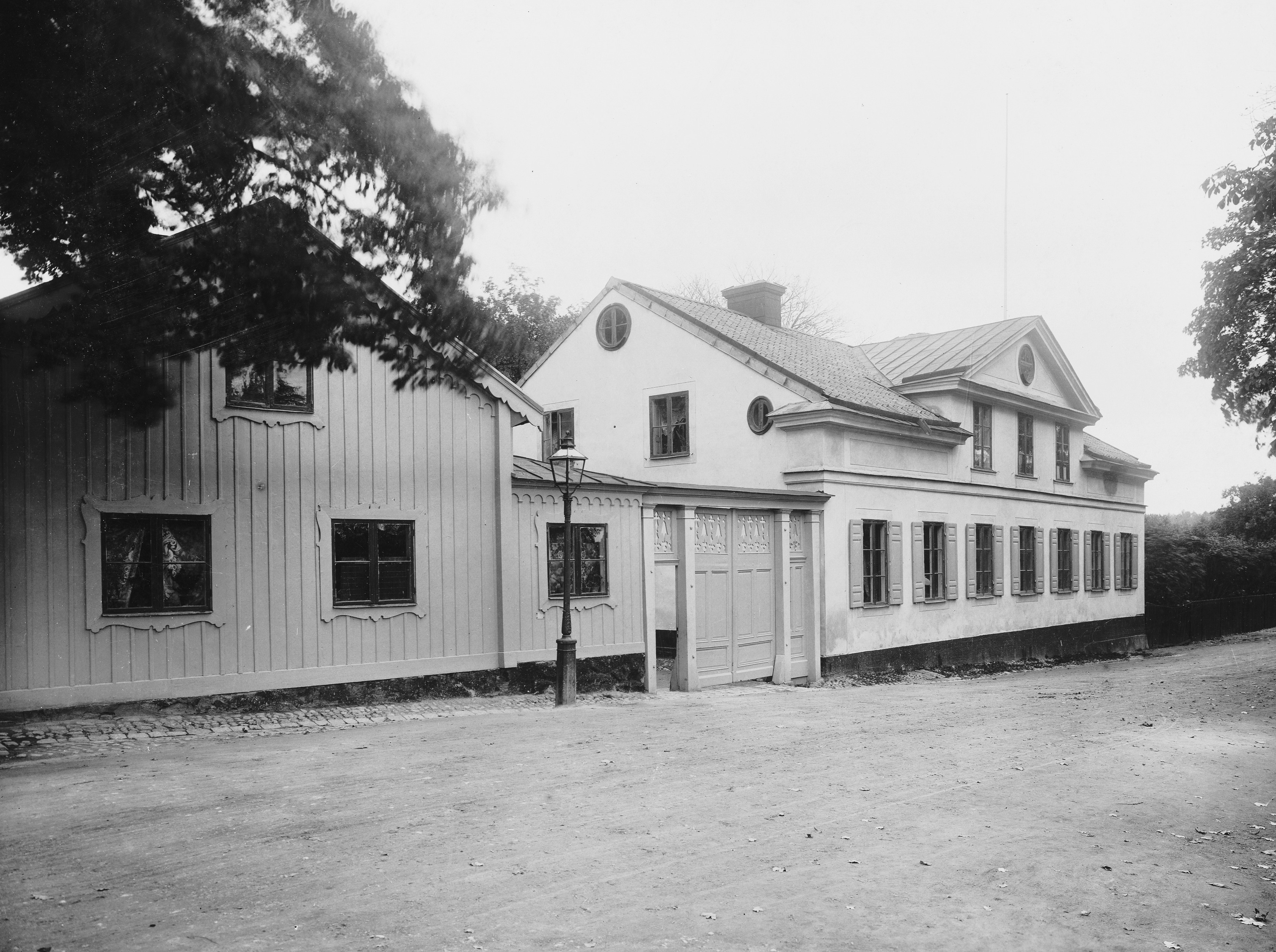
Djursborg 1903.
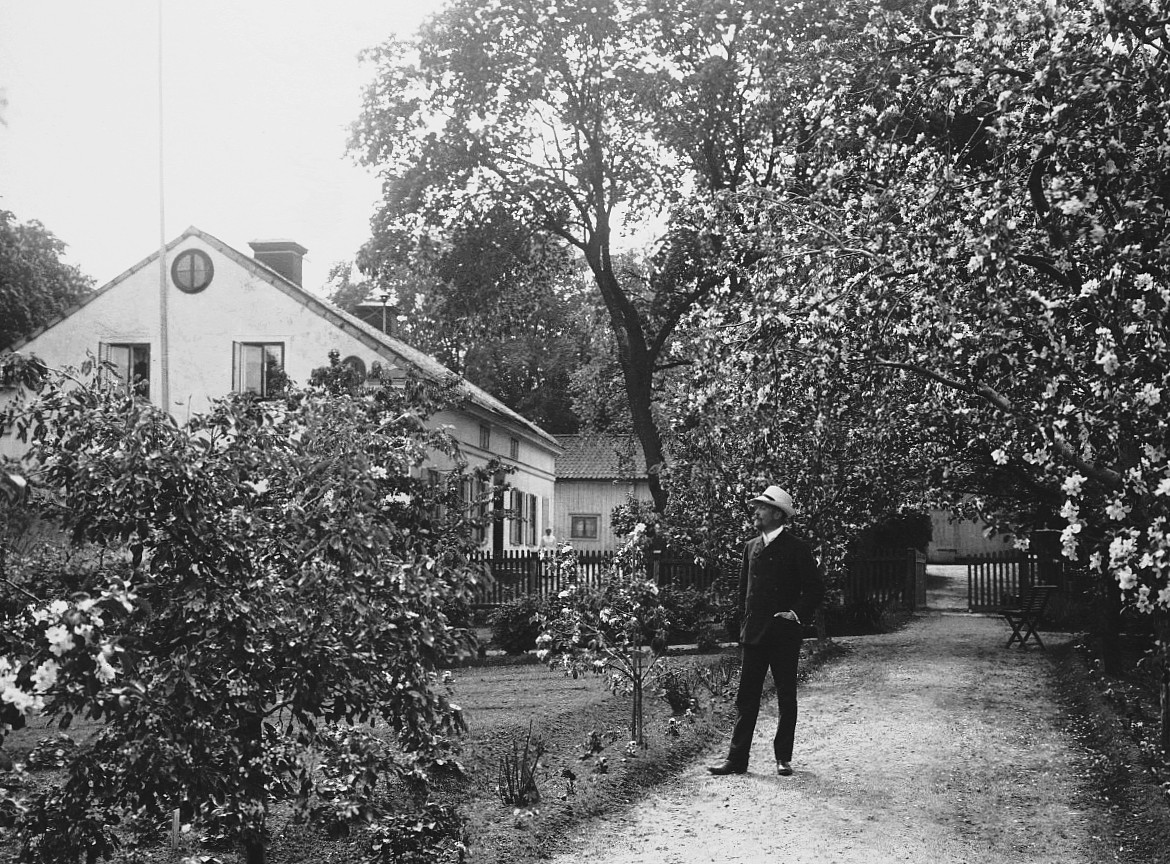
Hovjägmästaren Fritz Edelstam på Djursborg 1906
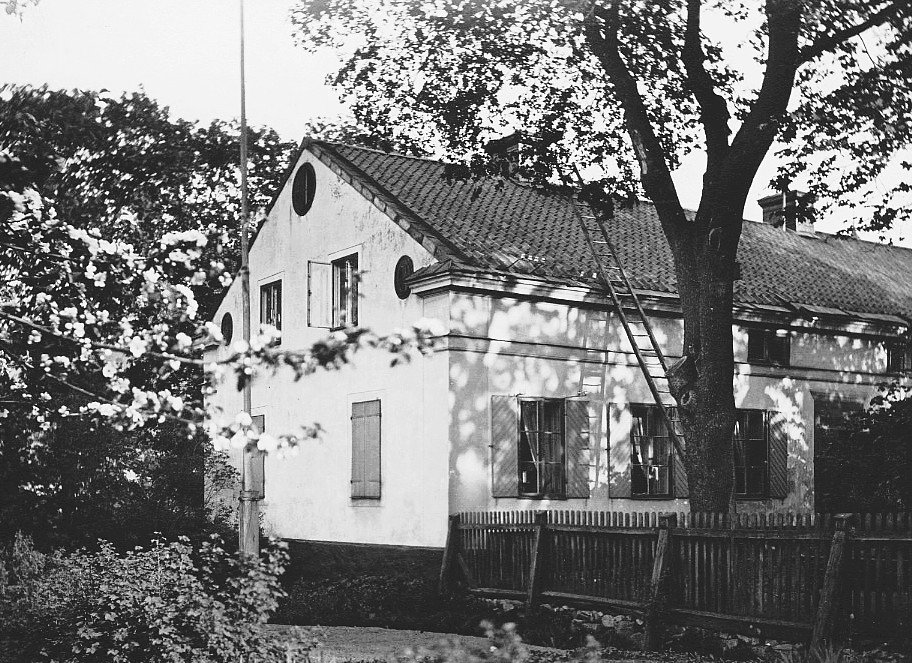
Djursborg 1909

### Kvarteret
På platsen låg 1880-1911 även Veterinärinstitutet vars tomt sträckte sig mot nordväst och tvärs över nuvarande Grevgatan. 1911 hade en stadsplan fastställds för området mellan Skeppar- och Banérgatorna, norr om Karlavägen. Den föreskrev bland annat att kvarteren skulle bebyggas med stora och höga bostadshus med undantag av nuvarande kvarteret Fältöversten, som upptog en offentlig byggnad
vänd mot Karlaplan, vilken dock aldrig uppfördes. 
Då fick kvarteret Djursborg sin nuvarande form som begränsas av Bältgatan i norr, Erik Dahlbergsallén i öster, Karlaplan i söder och Östermalmsgatan i väster. Bebyggelsen består av bostadshus uppförda på 1910- och 1920-talen, bland dem Djursborg 5 byggd 1913–1914 efter ritningar av arkitekt Arvid Sjöqvist. Fastigheten är blåmärkt av Stadsmuseet i Stockholm vilket betyder "att bebyggelsen bedöms ha synnerligen höga kulturhistoriska värden". Kvarterets bebyggelse fullbordades 1924 då Djursborg 11 blev färdig och bildade kvarterets monumentala avslutning mot Karlaplan. Byggnaden ritades av Höög & Morssing och är grönmärkt av Stadsmuseet i Stockholm vilket innebär att den bedöms vara "särskilt värdefulla från historisk, kulturhistorisk, miljömässig eller konstnärlig synpunkt".
Fastigheten Djursborg 13 och pendangen Trumslagaren 15 i kvarteret Trumslagaren fungerar båda som fondbyggnader för Östermalmsgatan mot öster respektive Wittstocksgatan mot väster, vilket ger dem, enligt Stadsmuseets byggnadsinventering för Östermalm från 1986, en ”mycket speciell roll i gatubilden”. I de båda gatornas förlängning reser sig Engelbrektskyrkan i väster och Gustav Adolfskyrkan i öster.

### Bilder
- Djursborg 11.
- Djursborg 10.
- Djursborg 5.
- Djursborg 13.